# 吉成将
吉成 将（よしなり まさる、1995年5月27日 - ）は、日本の元俳優。千葉県出身。血液型B型。身長170cm、体重55kg。特技は水泳、麻雀。

## 出演

### 映画
- キャッチボール×3（2010年公開）
- 恋する弁当男子（2011年公開）
- 生贄のジレンマ（2013年7月13日公開）
- ACTOR（2014年、監督：土屋哲彦）
- 大怪獣モノ（2016年、監督：河崎実）
- 干支天使チアラット（2017年、監督：河崎実）

### TV
- 芸能界特技王決定戦 TEPPEN（2014年1月4日、CX）
- 痛快TV！スカッとジャパン（2017年、CX）

### CM
- 大江戸温泉物語（2016年）
- JR SKISKI 全3話（2016年）

### MV
- specoco「バトン」（2015年、監督：奥山大史）
- Sumika「sara」（2016年）

### 舞台
- トナカイブルース（2015年、中野ザ・ポケット）

- つかこうへい七回忌特別公演「新・幕末純情伝」（2016年6月 - 7月・2017年1月、天王洲銀河劇場・紀伊国屋ホール・梅田芸術劇場メインホール・穂の国とよはし芸術劇場PLAT 主ホール・中城城跡特設ステージ - 留吉役）